# Bohdana Macocká
Bohdana Olehivna Macocká (Богдана Олегівна Мацьоцька, * 27. srpna 1989 Kosiv) je bývalá ukrajinská reprezentantka v alpském lyžování. Vystudovala Lvovskou státní univerzitu fyzické kultury, trénoval ji otec Oleh Macockyj. Je vdaná, po narození dcery Viktorie v roce 2016 ukončila závodní kariéru a stala se trenérkou.
Startovala ve Světovém poháru, na dvou olympiádách a čtyřech mistrovstvích světa. Na Zimních olympijských hrách 2014 v Soči dosáhla svého nejlepšího výsledku v kariéře, kterým bylo 27. místo v super G. Dne 20. února 2014 oznámila, že se rozhodla před závodem slalomářek opustit ukrajinskou výpravu na protest proti krvavému potlačení protivládních demonstrací v Kyjevě.

## Výsledky

### Zimní olympijské hry
- ZOH 2010: 37. místo slalom, 44. místo obří slalom
- ZOH 2014: 27. místo super G, 43. místo obří slalom

### Mistrovství světa v alpském lyžování
- MS 2009: 33. místo super G, 42. místo obří slalom, nedokončila slalom
- MS 2011: 26. místo superkombinace, 34. místo sjezd, 38. místo super G, 52. místo obří slalom
- MS 2013: 32. místo superkombinace, 46. místo obří slalom
- MS 2015: 35. místo super G, 40. místo obří slalom, 49. místo super G